# Stenocorus testaceus
Stenocorus testaceus är en skalbaggsart som beskrevs av Linsley och Chemsak 1972. Stenocorus testaceus ingår i släktet Stenocorus och familjen långhorningar. Inga underarter finns listade i Catalogue of Life.